# Jürgen Barth (pilot)
Jürgen Barth, nascut el 10 de desembre de 1947 a Thum, Saxònia, és un enginyer i antic pilot alemany. Guanyador de les 24 hores de Le Mans el 1977, és fill del pilot de Fórmula 1 Edgar Barth .